# Jean-Louis Georgelin

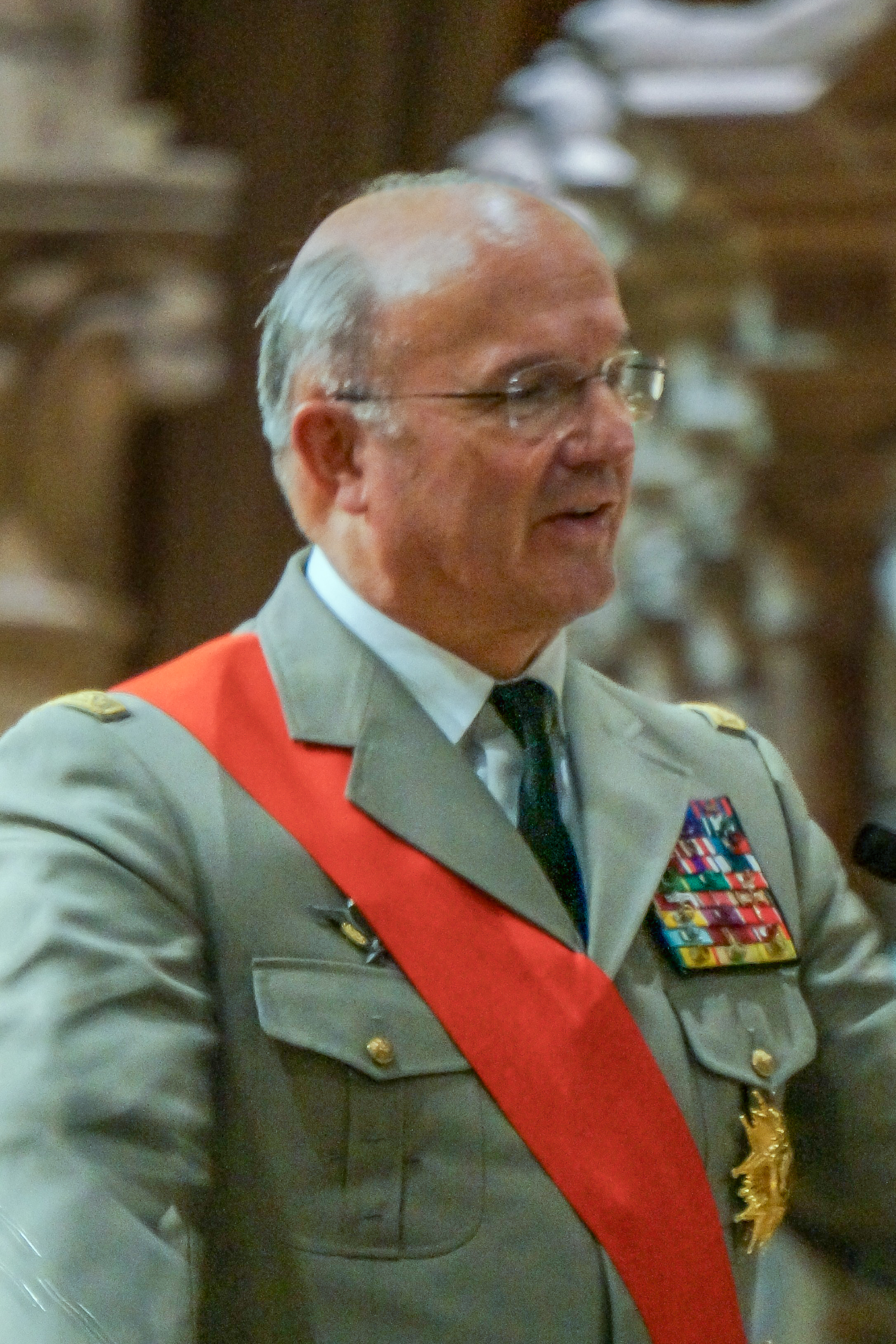
Georgelin während eines Konzerts der Ehrenlegion 2014 in Reims

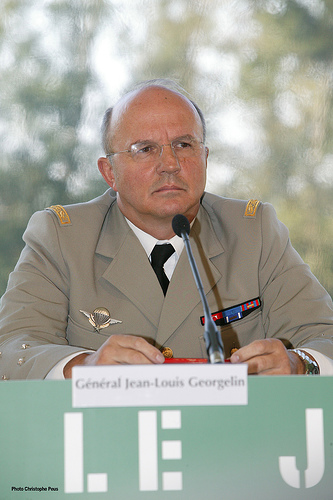
Georgelin 2007

Jean-Louis Georgelin (* 30. August 1948 in Aspet, Département Haute-Garonne; † 18. August 2023 in Bordes-Uchentein, Département Ariège) war ein französischer Général d’armée. Er war vom 4. Oktober 2006 bis zum 25. Februar 2010 Generalstabschef der französischen Streitkräfte (Chef d’état-major des armées, CEMA). Seit April 2019 koordinierte er den Wiederaufbau der Kathedrale Notre-Dame de Paris nach deren Brand kurz vorher.

## Militärische Laufbahn
Ab 1958 besuchte Georgelin die Militärakademie Prytanée national militaire in La Flèche, 1967 wechselte er zur Militärschule Saint-Cyr. 1970 war Georgelin als Sous-lieutenant im 9ème régiment de chasseurs parachutistes (9. Fallschirmjäger-Regiment) eingesetzt. 1973 bis 1976 war er verantwortlich für die Unteroffiziersausbildung an der École d’application de l’Infanterie in Montpellier. Ab 1976 wurde er als Capitaine im 153e Régiment d’Infanterie (153. mechanisiertes Infanterieregiment) in Mutzig eingesetzt. Er wurde ein Jahr im militärischen Nachrichtendienst eingesetzt, bevor er zum Berater des Stabschefs des Französischen Heeres wurde. Als Major besuchte er das US Army Command and General Staff College in Fort Leavenworth, Kansas, und danach die École supérieure de guerre in Paris. 1985 bis 1988 lehrte er als Oberstleutnant an der Militärschule Saint-Cyr. Danach war er Finanzbeauftragter beim Generalstabschef des Heeres. Ab 1991 war er, bis zu dessen Auflösung 1993, Kommandeur des 153. Infanterie-Regiments in Mutzig. Danach war er Berater im Generalstab und im Kabinett des Ministerpräsidenten von 1994 bis 1997. 1997 wurde er als stellvertretender Kommandeur der 11ème division parachutiste (11. Fallschirmjägerbrigade) zum Général de brigade befördert und gehörte von 1998 bis 2002 dem Generalstab des Heeres an. Im August 2000 wurde er zum Général de division und im Oktober 2002 zum Général de corps d’armée befördert. Vom 25. Oktober 2002 bis zum 4. Oktober 2006 war Georgelin Stabschef von Präsident Jacques Chirac. Während dieser Zeit wurde er am 3. Oktober 2003 zum Général d’armée befördert. Ab dem 4. Oktober 2006 bis zum 25. Februar 2010 war er Generalstabschef der französischen Streitkräfte.
Am 9. Juni 2010 wurde Jean-Louis Georgelin auf Empfehlung des Ministerrats zum Großkanzler der Ehrenlegion ernannt. Er bekleidete dieses Amt bis zum 23. August 2016.

## Wiederaufbau der Kathedrale Notre Dame
Nach dem Brand der Kathedrale Notre-Dame in Paris wurde Georgelin im April 2019 von Staatspräsident Emmanuel Macron mit dem Wiederaufbau des Gebäudes beauftragt. Die Funktion hatte er bis zu seinem Tod im August 2023 inne.

## Privatleben und Unfalltod
Jean-Louis Georgelin war Oblate und lebte ein monastisches Leben in Verbindung mit der Ordensgemeinschaft der Benediktiner. Er war Mitglied der Académie catholique de France und des Päpstlichen Ritterordens vom Heiligen Grab zu Jerusalem. Er starb während einer Wanderung auf dem Gebiet der Gemeinde Bordes-Uchentein in den Zentralpyrenäen. Sein Leichnam wurde am nächsten Tag von der Hochgebirgsgendarmerie an den Hängen des Mont Valier gefunden.

## Ehrungen und Auszeichnungen (Auswahl)
- Großkreuz der Ehrenlegion
- Großkreuz des Ordre national du Mérite
- Großkreuz des Legion of Merit
- Großkreuz des Ritterordens vom Heiligen Grab zu Jerusalem
- Kommandeur des Ordre des Palmes Académiques
- Kommandeur des Ordre des Arts et des Lettres
- Großoffizier des Ordens des heiligen Karl (2011)
- Großoffizier des Ritterordens von Avis (2006)
- Großes Verdienstkreuz des Verdienstordens der Bundesrepublik Deutschland